# Horst Steiner
Horst Steiner (* 26. März 1949; † 18. November 2019 in Bayreuth) war ein deutscher Tischtennis- und Basketballfunktionär.

## Leben
Horst Steiner, dessen Vater Karl 1947 das Unternehmen Steiner-Optik gründete, war ab 1970 Präsident des Tischtennisvereins TTBG Steiner-Optik Bayreuth. Er führte den Verein gemeinsam mit seinem jüngeren Bruder Carl, der das Amt des Vizepräsidenten ausübte. Horst Steiner war hauptberuflich als Steuerberater tätig; auf die Leitung des Unternehmens Steiner-Optik hatte er verzichtet. 1973 gründete Steiner mit einem Teilhaber eine Steuerberatungskanzlei (Steiner & Partner).
Ab 1984 brachten sich die Steiner-Brüder auch beim Basketballklub Olympia USC Bayreuth ein, der in der Folge mit dem Tischtennisverein zusammengelegt wurde. Später wurde der Mannschaftsname in BG Steiner-Optik Bayreuth und dann in Steiner Bayreuth geändert. Das Familienunternehmen Steiner-Optik war Hauptgeldgeber der Bayreuther Basketballer. Die Vereinsgeschäftsstelle wurde in Horst Steiners Steuerberatungskanzlei eingerichtet. Die Mannschaft stieß unter der Führung der Steiner-Brüder in die Spitze des deutschen Basketballsports vor und wurde 1988 DBB-Pokalsieger sowie 1989 Deutscher Meister und Pokalsieger. 1988 wurde Carl und Horst Steiner von Oberbürgermeister Dieter Mronz die Bayreuth-Medaille in Silber verliehen. 1990 zog sich Horst Steiner aus beruflichen Gründen aus der Führung der Basketballmannschaft zurück, da er sein Geschäftsfeld nach dem Ende der DDR auf Ostdeutschland ausweitete; sein Bruder Carl übernahm das Präsidentenamt bei Steiner Bayreuth. Horst Steiner leitete in Hartmannsdorf die Zweigstelle seiner Steuerberatungskanzlei.